# Jacob Iversen
Jacob Iversen (* 28. Februar 1763 in Schwensby (Angeln); † 4. März 1831 in Hattlund (Angeln)) war ein deutscher Landwirt und Privatgelehrter. Er gehört zu den Wegbereitern einer rationellen Landwirtschaft in den Herzogtümern Schleswig und Holstein.

## Leben
Jacob Iversen, Sohn eines Landwirts, besuchte die Distriktschule in Schwensby und ergänzte sein Wissen durch Selbststudium in der Bibliothek eines Verwandten. Sein Wunsch, Landwirtschaft zu studieren, wurde ihm durch Familienbeschluss verwehrt. Stattdessen übernahm er nach seiner Heirat 1786 die Bewirtschaftung des Hofes seines Schwiegervaters und 1795 den Hof seines Vaters.
Iversen war ein ideenreicher, fortschrittlichen Methoden der Landbewirtschaftung aufgeschlossener Landwirt. Auf den Flächen seiner Höfe legte er Feldversuche an und veröffentlichte die Ergebnisse in praxisnahen Zeitschriften. Durch seine Aktivitäten fand vor allem das Mergeln von Ackerflächen als Meliorationsmaßnahme in Angeln weite Verbreitung. Mit großem Erfolg verbesserte er die pflanzenbaulichen Methoden beim Anbau von Raps. Für seine 1806 veröffentlichte Schrift „Der Rapsaat-Anbau im Holsteinischen, besonders im Herzogthum Schleswig“ erhielt er die goldene Medaille der Königlich Dänischen Haushaltungsgesellschaft. 
Durch Studium der Schriften führender Agrarwissenschaftler (Albrecht Daniel Thaer, Johann Heinrich von Thünen u. a.) und durch zahlreiche Studienreisen in Schleswig und Holstein, Dänemark und Holland, vertiefte Iversen sein landwirtschaftliches Wissen und galt alsbald als der kompetenteste Landwirt in seiner Region. Nach 1818 veröffentlichte er noch mehrere eigenständige Schriften. Seine bedeutendste Publikation ist das 1819 erschienene Buch „Beyträge zur Kenntniß der Schleswig-Holsteinischen Landwirthschaft und ihrer jetzigen Verhältnisse“. In seiner 1825 anonym erschienenen Schrift über die aus seiner Sicht ungerechte Besteuerung von Grund und Boden in Schleswig und Holstein setzte er sich kritisch mit den Praktiken der staatlichen Verwaltung auseinander.

## Bücher und Schriften
- Der Rapsaat-Bau im Hollsteinischen, besonders im Herzogthum Schleswig. Eine mit einer goldenen Medaille belohnte Preisschrift. Als Antwort auf verschiedene Fragen der Königlich Dänischen Haushaltungsgesellschaft, den Anbau dieser Saat betreffend. Verlag Johann Heinrich Müller Bremen 1806.
- Versuch einer auf Theorie und Erfahrung gegründeten practischen Anweisung zum Mergeln. Verlag Timmermann Augustenburg 1818.
- Beyträge zur Kenntniß der Schleswig-Holsteinischen Landwirthschaft und ihrer jetzigen Verhältnisse. Verlag Timmermann Augustenburg 1819.
- Ist der Rapsaatbau auf der Geest wirklich so bedenklich, daß wir ihn aufgeben müssen? ... Verlag Timmermann Augustenburg und Leipzig 1821.
- Die vorhandenen Besteuerungs-Cataster der Herzogthümer Schleswig und Holstein, in wie ferne sie das Areal und die Ertragsfähigkeit des Bodens derselben richtig ansprechen oder nicht: nebst Ideen und Vorschläge zu einem neuen Cataster. Von einem Landwirthe aus dem Herzogthume Schleswig (= Jacob Iversen). Verlag Hammerich Altona 1825 Digitalisat.